# Paratephritis abstracta
Paratephritis abstracta är en tvåvingeart som beskrevs av Munro 1935. Paratephritis abstracta ingår i släktet Paratephritis och familjen borrflugor. Inga underarter finns listade i Catalogue of Life.